# Симфонія № 9 (Дворжак)

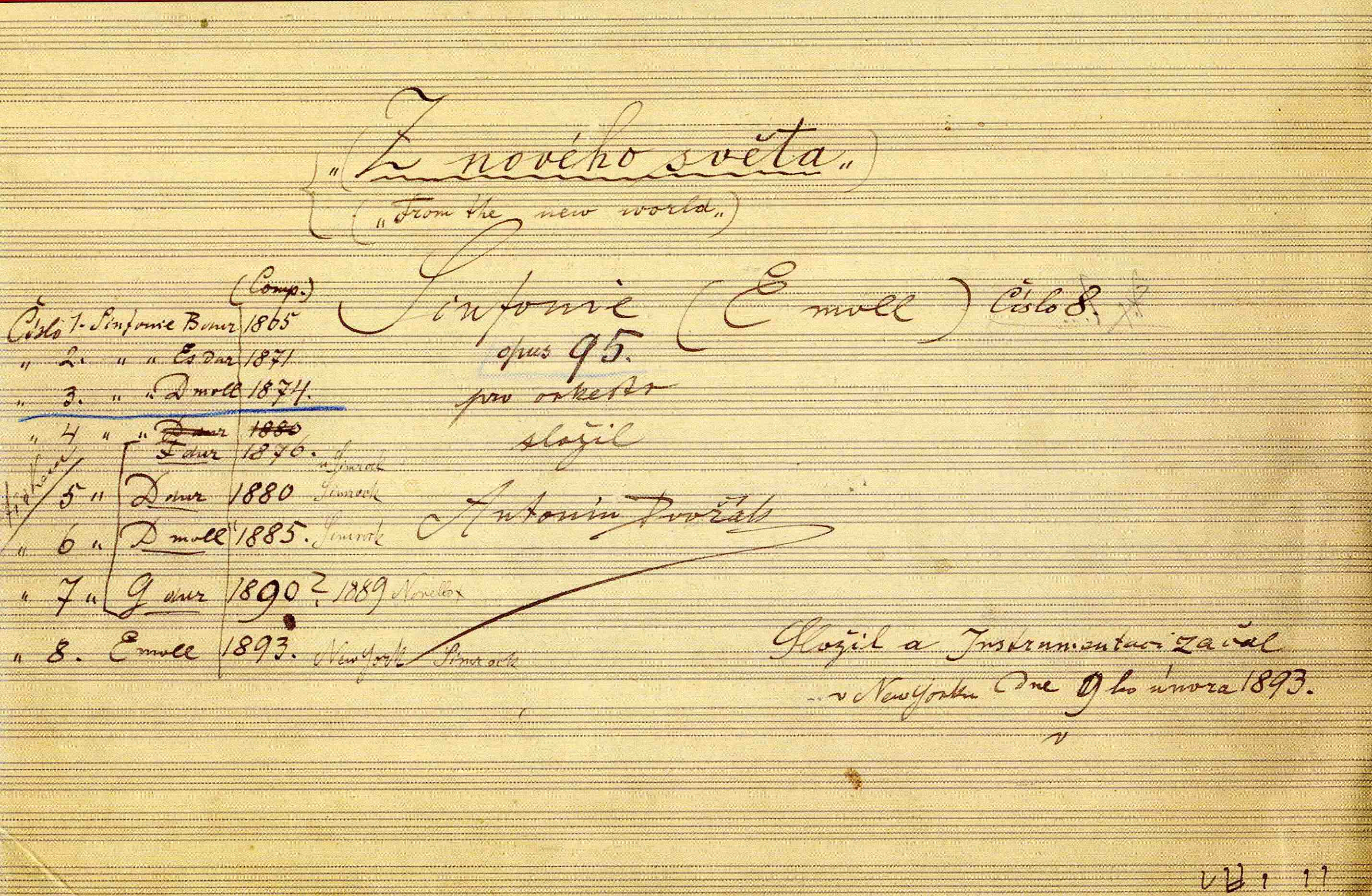
Титульна сторінка автографа симфонії

Симфонія № 9 мі мінор «З Нового світу», op. 95 (чеськ. Z Nového světa або чеськ. Novosvětská) — симфонія Антоніна Дворжака, остання і найвідоміша з написаних ним симфоній.

## Історія створення
Симфонія була написана в 1893 році під час перебування композитора в США, де він займав пост директора Нью-Йоркської консерваторії. Він виявляв глибокий інтерес до музики індіанців і афроамериканців, в тому числі жанру спіричуел.
15 грудня 1893 року Нью-Йоркський філармонічний оркестр уперше виконав симфонію під керівництвом Антона Зайдля у Карнеґі-холі. Партитура, виконана на прем'єрі, і надалі містила відхилення від оригінального рукопису. 17 травня 2005 року Денис Воен і Лондонський філармонійний оркестр вперше виконали симфонію в оригінальній версії.

## Характеристика
Вважається, що в дев'ятій симфонії композитор відтворив свої враження від цієї музики і від США в цілому, не використовуючи власне народних мелодій. Я IV та частини симфонії викладають враження Дворжака від американських міст, в тому числі Нью-Йорка. Повільна II і III частини були навіяні поемою «Пісня про Гаявату» Генрі Лонґфелло, причому III частина повинна була зображувати індіанське свято з цієї поеми.
Симфонія має чотири частини:
1. Adagio — Allegro molto
2. Largo
3. Molto vivace
4. Allegro con fuoco

Написана для великого складу симфонічного оркестру, з потрійним складом дерев'яних, подвійним — мідних, із ударних використано литаври, трикутник і тарілки.